# Carmen Souza
Pour les articles homonymes, voir Souza.
Carmen Souza, née en 1981, est une chanteuse portugaise d'origine capverdienne. Elle combine les formes traditionnelles du Cap-Vert avec le jazz contemporain et traditionnel.

## Biographie
Carmen Souza est née à Lisbonne le 20 mai 1981, de parents qui s'étaient installés au Portugal après que la révolution des Œillets a mis fin à la colonisation de leur pays natal, le Cap-Vert. Alors qu'elle était encore enfant, elle  commence à chanter de la musique de gospel dans la chorale d'une église. Ses parents entretiennent des liens étroits avec la diaspora capverdienne, et l'enfance de Souza est imprégnée de la musique et de la culture du Cap-Vert, ainsi que de celles des anciennes colonies portugaises. Le père de Souza, Antonio, un marin de la marine marchande, insiste pour qu'elle apprenne l'anglais et l'allemand. Après avoir passé un an à l'université, elle s'engage dans une carrière musicale.
En 1999, Souza commence à se produire professionnellement sur scène avec le bassiste Theo Pas'cal qui a été son mentor et continue à jouer avec elle. Ils se sont rencontrés quand elle est venue auditionner pour un projet musical que Pas'cal dirigeait. Elle joue du piano et de la guitare, écrit ou co-écrit ses chansons avec Pas'cal et chante. Ils combinent la musique créole capverdienne, y compris les genres batuque, coladeira, et morna, au jazz contemporain. Souza chante habituellement en créole parce que ses variantes lui offrent une flexibilité nécessaires pour se marier avec certains rythmes. Mais elle chante aussi en anglais, français et portugais, se prétant à des expériences vocales, pour imiter des instruments de musique.
Son premier album, sorti en 2005, intitulé Ess ê nha nha Cabo Verde,  associe déjà la musique traditionnelle d’Afrique et du Cap-Vert avec des influences contemporaines jazz / soul, dans un environnement intime et acoustique. Le deuxième album de Souza est Verdade (Vérité), sorti en 2008. Avec son mélange de musique africaine, de jazz (piano électrique Wurlitzer) et de guitare, il est bien accueilli par la critique. L'album est réédité en 2010 par Galileo Records. Trois ans plus tard, ils poursuivent le succès avec Protegid (Protégé), avec le pianiste cubain Omar Sosa et l'accordéoniste français Marc Berthoumieux. Carmen Souza y joue du piano Rhodes, de la guitare et chante.  Protegid mélange à nouveau  musique capverdienne et musique de jazz. L'album inclut des interpréations de standards du jazz, ainsi que le titre Sodade. L'album est nommé pour le German Record Critic's Award et obtient un classement au World Music Charts Europe (WMCE). Les albums se succèdent ensuite. En 2014, un album intitulé Live at Lagny Jazz Festival met en vedette les musiciens Ben Burrell au piano, Elias Kacomanolis à la batterie et aux percussions et son partenaire musical Theo Pas'cal, à la basse acoustique et électrique. Reprenant des titres des albums précédents, il contient aussi une interprétation personnelle de Sous le ciel de Paris.

## Discographie sélective
- Ess ê nha nha Cabo Verde (2005)
- Verdade (2008)
- Protegid (Galileo Music Communication, 2010)[12]
- Verdade (Galileo Music Communication, 2010)
- London Acoustic Set (Galileo Music Communication, 2011)
- Kachupada (Galileo Music Communication, 2012)[13]
- Live at Lagny Jazz Festival (Galileo Music Communication, 2013)
- Epistola (Galileo Music Communication, 2015)
- Creology (Galileo Music Communication, 2017)[14]
- The Silver Messengers (Galileo Music Communication, 2019)
- Interconnectedness (Galileo Music Communication, 2022)[15]
- Port'Inglês (Galileo Music Communication, 2024)[16]

### Sources
Par date de publication.
- (es) Javier S. Salcedo, « Mi casa en Lisboa era otra isla cabovardiana », sur Mundo Negro, 15 janvier 2025
- Fabien Mollon, « Connexions cap-verdiennes : la sélection musicale du « Monde Afrique » #Kuadru Pintadu, de Carmen Souza », sur Le Monde, 4 janvier 2023
- Nicole Videmann, « Carmen Souza revient avec « Creology » », Latins de jazz,‎ 21 février 2018 (lire en ligne)
- (es) Javier Domínguez, « Carmen Souza: "El jazz es improvisación a tiempo real" », Wiriko,‎ 27 avril 2015 (lire en ligne).
- (en) Angel Romero, « Carmen Souza Live at Lagny Jazz Festival », World Music Central, Durham,‎ 3 avril 2014 (lire en ligne).
- (en) John Murph, « Carmen Souza, Recipe for Artistic Success », Downbeat Magazine,‎ octobre 2013 (lire en ligne).
- (en) Siddhartha Mitter, « Carmen Souza Gives Cape Verdean Sounds a Jazz Twist », The Boston Globe,‎ 13 juin 2013 (lire en ligne).
- (es) Alejandro de los Santos, « Carmen Souza: "Pienso que las oportunidades se las crea uno mismo », Afribuku,‎ 9 mai 2013 (lire en ligne).
- (en) John Murph, « Souza, LaVette Sparkle at Kriol Jazz Fest in Cape Verde », Down Beat,‎ 6 mai 2013 (lire en ligne).
- Anne Berthod, « Kachupada. Carmen Souza », Télérama, no 3273,‎ 1er octobre 2012 (lire en ligne)
- (en) « Africa Beats: Cape Verdean singer Carmen Souza performs her song Ind'feso », BBC,‎ 4 mai 2012 (lire en ligne).
- (pt) « Carmen Souza na herança musical de Cabo Verde », Palop News,‎ 15 mars 2012 (lire en ligne).
- (en) Jess Righthand, « Free and easy: Taste of DC, 'Downtown 81' », The Washington Post,‎ 2 octobre 2011 (lire en ligne).
- (en) Fernando Arenas, Lusophone Africa : Beyond Independence, Minneapolis, Minnesota, University of Minnesota Press, 2011, 304 p. (ISBN 978-0-8166-6983-7, lire en ligne).
- (en) John Murph, « Carmen Souza: Window To Another World », NPR Music,‎ 13 juillet 2010 (lire en ligne).
- (en) Michael Church, « Album: Carmen Souza, Protegid (Galileo Music) », The Independent,‎ 4 avril 2010 (lire en ligne)
- (en) « Spying on Spears », Toronto Star,‎ 17 avril 2009 (lire en ligne).